# Hanaharu Naruko
Hanaharu Naruko (japonsky 鳴子ハナハル, Naruko Hanaharu) je japonský mangaka, který se většinou zabývá tvorbou pro dospělé. V roce 2002 se v časopisu Comic Kairakuten objevilo jeho první dílo s názvem Hitai. Dne 30. června 2008 vydalo nakladatelství Wanimagazine sbírku jeho hentai tvorby ve formátu tankóbon, a to pod názvem Šódžo Material. Sbírka se stala úspěšnou a nejprodávanější mangou pro dospělé roku 2008.
Naruko se mimoto zabývá i běžným ilustrováním a designem. V roce 2005 nakreslil manga adaptaci anime Kamiču!, která byla později přeložena do francouzštiny. Je autorem designu postav anime seriálu Suisei no Gargantia a A.I.C.O..
Jeho styl kresby je charakteristický především tím, že barví všechny stránky komiksu a nikoliv jen přebaly. Rovněž se zaměřuje na realistické postavy, detaily, stínování a práci se světlem.